# Nora Coton-Pélagie
Pour les articles homonymes, voir Coton.
Nora Coton-Pélagie est une footballeuse française née le 22 avril 1988 aux Lilas.

## Biographie
Joueuse à l'AS Saint-Étienne comme milieu de terrain de 2013 à 2015, elle a auparavant évolué à Issy-les-Moulineaux, au Paris Saint-Germain ainsi qu'au CNFE Clairefontaine et Soyaux.
Elle s'engage en 2015 avec l'Olympique de Marseille. Après cinq ans sous le maillot olympien, elle quitte le club à l'été 2020 et rejoint l'AS Nancy-Lorraine.

## Palmarès
Paris Saint-Germain
- Vainqueur du Challenge de France en 2010
- Vice-championne de France en 2011.

 Olympique de Marseille
- Championne de France de D2 en 2016
- Vice-championne de France de D2 en 2019